# Katrin Kieseler
Katrin Kieseler (Berlín Occidental, 24 de febrero de 1977) es una deportista australiana, nacida en la RFA, que compitió en piragüismo en la modalidad de aguas tranquilas. Ganó tres medallas en el Campeonato Mundial de Piragüismo entre los años 1997 y 2003 y tres medallas en el Campeonato Europeo de Piragüismo de 2000.

## Palmarés internacional
| Representando a Alemania  |                              |                   |             |
| Campeonato Mundial        |                              |                   |             |
| Año                       | Lugar                        | Medalla           | Competición |
| 1997                      | Dartmouth (Canadá)           | Medalla de oro    | K4 500 m    |
| Campeonato Europeo        |                              |                   |             |
| Año                       | Lugar                        | Medalla           | Competición |
| 2000                      | Poznań (Polonia)             | Medalla de oro    | K2 1000 m   |
| 2000                      | Poznań (Polonia)             | Medalla de plata  | K2 200 m    |
| 2000                      | Poznań (Polonia)             | Medalla de bronce | K2 500 m    |
| Representando a Australia |                              |                   |             |
| Campeonato Mundial        |                              |                   |             |
| Año                       | Lugar                        | Medalla           | Competición |
| 2001                      | Poznań (Polonia)             | Medalla de plata  | K2 1000 m   |
| 2003                      | Gainesville (Estados Unidos) | Medalla de bronce | K4 1000 m   |